# Кро де Жеоран
Кро де Жеоран (фр. Cros-de-Géorand) насеље је и општина у источној Француској у региону Рона-Алпи, у департману Ардеш која припада префектури Ларжантјер.
По подацима из 2011. године у општини је живело 173 становника, а густина насељености је износила 3,99 становника/km². Општина се простире на површини од 43,39 km². Налази се на средњој надморској висини од 1029 метара (максималној 1.594 m, а минималној 916 m).

## Демографија
| 1962. | 1968. | 1975. | 1982. | 1990. | 1999. | 2011. |
| ----- | ----- | ----- | ----- | ----- | ----- | ----- |
| 327   | 436   | 348   | 303   | 268   | 205   | 173   |

График промене броја становника у току последњих година